# Singlish
Singlish là khái niệm để nói về loại ngôn ngữ trên cơ sở tiếng Anh bản ngữ ở Singapore. Ngày nay, Singlish được coi là tiếng mẹ đẻ của thành phần giới trẻ Singapore khi mà họ không được chia sẻ tiếng mẹ đẻ hay phương ngữ của cha mẹ mình. Phần còn lại dân số Singapore coi nó là ngôn ngữ thứ hai.
Từ vựng của Singlish tập hợp từ tiếng Anh, tiếng Quảng Đông, tiếng Mã Lai và một lượng nhỏ của những ngôn ngữ khác bắt nguồn từ Trung Hoa qua dân di cư. Đồng thời, lượng tiếng lóng Mỹ và Úc cũng được thêm vào qua các chương trình truyền hình nhập khẩu. Tới nay, những ngôn ngữ châu Á khác như tiếng Nhật, tiếng Triều Tiên và những phương ngữ Trung Hoa khác như tiếng Thượng Hải cũng đã được sáp nhập vào Singlish.